# Efecte electrocalòric
L'efecte electrocalòric és un fenomen en el qual un material mostra un canvi de temperatura reversible sota un camp elèctric aplicat.

## Introducció
L'efecte electrocalòric (ECE) és un fenomen observat en materials dielèctrics, on es produeix un canvi reversible de temperatura/entropia a causa de l'alineació i reordenació dels dipols sota un camp elèctric aplicat. Quan s'aplica un camp elèctric, els dipols dins del material dielèctric s'alineen, provocant una disminució de l'entropia dipolar i l'alliberament de calor, donant lloc a un augment de la temperatura. Per contra, quan s'elimina el camp elèctric, els dipols tornen a un estat més desordenat, provocant que el material absorbeixi calor del seu entorn, donant lloc a una disminució de la temperatura. Aquest efecte s'està explorant per utilitzar-lo en aplicacions de refrigeració en estat sòlid, especialment en àrees on els mètodes de refrigeració tradicionals poden ser menys eficients o poc pràctics, com ara dispositius portàtils, microelectrònica i gestió tèrmica distribuïda.
Sovint es considera que l'efecte electrocalòric és l'invers físic de l'efecte piroelèctric. L'efecte electrocalòric no s'ha de confondre amb l'efecte termoelèctric (concretament, l''efecte Peltier), en què es produeix una diferència de temperatura quan un corrent passa per una unió elèctrica amb dos conductors diferents.

## Antecedents històrics
Abans de 2006, l'efecte electrocalòric (ECE) observat era relativament petit, produint normalment un canvi de temperatura d'uns 2,5 K a temperatures superiors a 200ºC, i uns 2 K a temperatura ambient. El tantalat d'escandi de plom (PST) es va estudiar el 1989 i va mostrar un canvi de temperatura de 2,5 K.

### Descobriments innovadors
El 2006, els investigadors van descobrir un efecte electrocalòric gegant en 350 nm PbZr₀ de pel·lícula prima. PbZr₀.₉₅Ti₀.₀₅O₃ (PZT), generant un notable canvi de temperatura de 12 K prop dels 220o C. L'estructura del dispositiu consistia en una pel·lícula prima (PZT) a la part superior d'un substrat molt més gruixut, però la xifra de 12 K representa només el refredament de la pel·lícula prima. El refredament net d'aquest dispositiu seria inferior a 12 K a causa de la capacitat calorífica del substrat al qual està connectat. Aquest efecte, especialment forts les transicions de fase propera com la temperatura de Curie, va superar amb escreix els resultats anteriors en materials a granel. L'estudi va posar de relleu el potencial de les pel·lícules primes per a la refrigeració en estat sòlid i va suggerir que més millores dels materials podrien millorar les aplicacions pràctiques.
El 2008, els investigadors van descobrir un efecte electrocalòric gegant en polímers ferroelèctrics a prop de la temperatura ambient. El copolímer de poli(fluorur de vinilidè-trifluoroetilè) [P(VDF-TrFE)] va mostrar un canvi de temperatura adiabàtic de més de 12 °C i un canvi d'entropia superior a 55 J/kgK prop de la transició ferroelèctrica-paraelèctrica a ~ 70 °C. La incorporació de clorofluoroetilè (CFE) al copolímer va aconseguir l'ECE gegant a temperatura ambient per primera vegada i va demostrar el potencial d'aplicar l'ECE en aplicacions de refrigeració de la vida diària. Els terpolímers electrocalòrics P (VDF-TrFE-CFE) s'han comercialitzat i estan disponibles a Arkema. El gran ECE dels polímers comercials EC ha permès esforços d'R+D a tot el món en tecnologies de refrigeració EC.

### Evolucions recents
Un estudi del 2019 va demostrar efectes electrocalòrics significatius en condensadors multicapa (MLC) de ceràmica de tantalat d'escandi de plom (PST). Aquests materials van aconseguir canvis de temperatura de fins a 5,5 K prop de la temperatura ambient. La investigació destaca el potencial dels MLC PST per a aplicacions de refrigeració eficients i compactes, oferint una alternativa als sistemes magnetocalòrics.
El 2023, els investigadors van desenvolupar un nou polímer ferroelèctric amb porus a escala subnanomètrica, creat mitjançant la introducció i evaporació de dimetilhexinediol (DMHD). Aquest procés va millorar significativament l'efecte electrocalòric (ECE), aconseguint un canvi de temperatura de més de 20 K sota un camp elèctric baix. L'estudi destaca el potencial de l'enginyeria interfacial en materials electrocalòrics, oferint aplicacions prometedores en refrigeració en estat sòlid i eficient energèticament.

## Estudis de dispositius de refrigeració electrocalòrica
Els dispositius electrocalòrics (EC) utilitzen l'efecte electrocalòric, on un camp elèctric provoca un canvi de temperatura reversible en un material. Els cicles de refrigeració EC, similars a la refrigeració tradicional però sense refrigerants nocius, impliquen fases de calefacció i refrigeració impulsades per camps elèctrics. Aquests cicles són eficients energèticament i respectuosos amb el medi ambient, fent que els dispositius EC siguin ideals per a la refrigeració portàtil, localitzada i distribuïda.
L'efecte EC implica un canvi de temperatura en un material dielèctric quan s'aplica o elimina un camp elèctric, el que el fa adequat per a solucions de refrigeració compactes. El 2013, es va demostrar un sistema de refrigeració d'estat sòlid a escala de xips que utilitza pel·lícules de polímer EC, aconseguint un interval de temperatura de 6 K a prop de la temperatura ambient mitjançant un dispositiu prototip de refrigeració oscil·latòria EC (ECOR).
El 2015, es va desenvolupar un dispositiu de refrigeració electrocalòric (EC) a petita escala utilitzant ceràmica ferroelèctrica relaxant a granel, específicament [Pb(Mg1/3Nb2/3)O3]0,9 [PbTiO3]0,1 (PMN-10PT), com a material actiu en un regenerador electrocalòric actiu (A). El dispositiu va aconseguir un interval de temperatura important a través del regenerador mitjançant l'ús d'un sistema de flux de fluids i un camp elèctric controlat. Els resultats experimentals van demostrar un interval de temperatura de fins a 3,3 K sota un camp elèctric aplicat de 50 kV/cm. A més, les simulacions van indicar que amb optimitzacions de disseny, com ara utilitzar aigua desionitzada com a fluid regenerador i estendre la longitud del regenerador, es podria aconseguir un interval de temperatura de fins a 14 K.
El 2023 i el 2024, els investigadors van desenvolupar refrigeradors polimèrics auto-oscil·lants que combinen els efectes electrocalòrics i electrostrictius. Aquests dispositius, que no tenen accessoris, demostren una alta densitat de potència de refrigeració de més de 6,5 W/g i un coeficient de rendiment màxim (COP) superior a 58. Aquests avenços posen de manifest el potencial de la tecnologia EC per proporcionar solucions eficients i localitzades de gestió tèrmica sense necessitat d'actuadors externs.